# Słoneczna Góra
Słoneczna Góra – wzgórze o wysokości 436,8 m n.p.m. Znajduje się na Wyżynie Olkuskiej, na terenie Ojcowskiego Parku Narodowego w województwie małopolskim.